# Fontinalis lescurii
Fontinalis lescurii là một loài Rêu trong họ Fontinalaceae. Loài này được Sull. mô tả khoa học đầu tiên năm 1856.